# Otto Piene

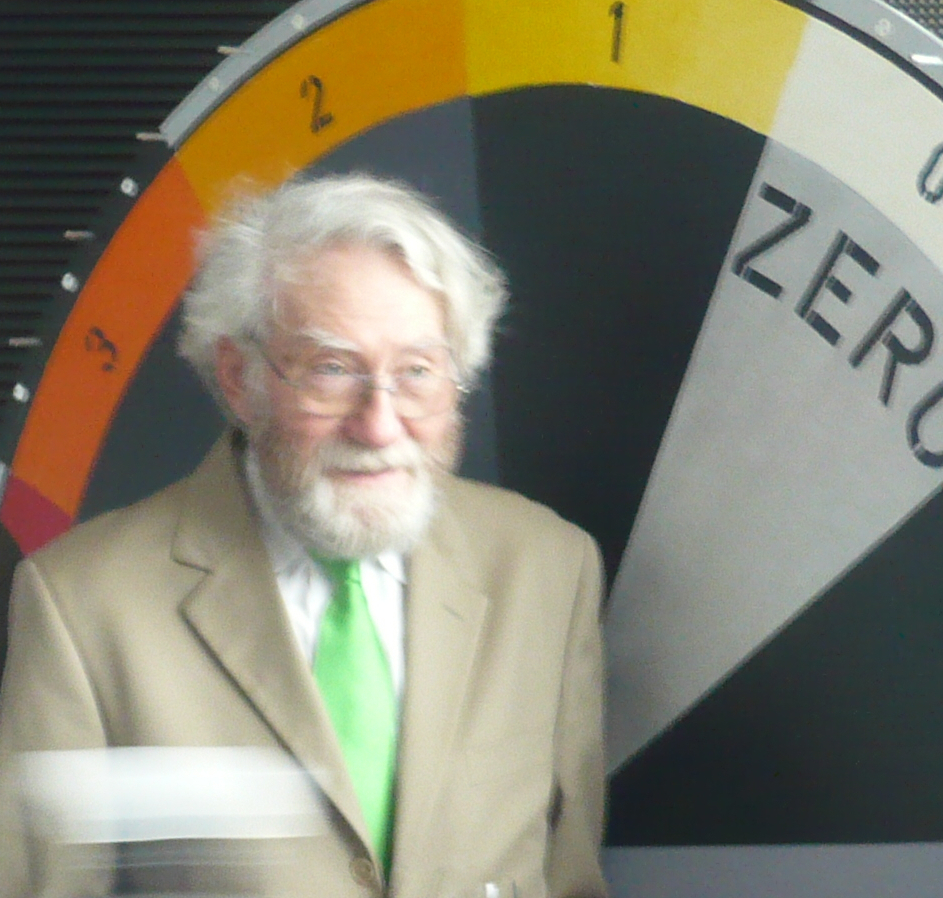
Otto Piene bei einer Veranstaltung der ZERO foundation 2009 in Düsseldorf

Otto Piene (* 18. April 1928 in Laasphe; † 17. Juli 2014 in Berlin) war ein deutscher Künstler und Mitbegründer der Künstlergruppe ZERO. Er gilt als ein Wegbereiter der Licht- und Feuerkunst sowie der Sky-Art-Aktionen.

## Leben

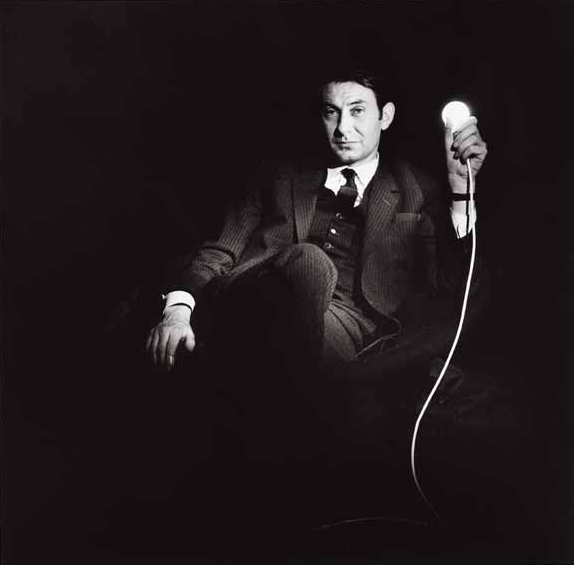
Otto Piene in den späten 1960er Jahren. Foto von Lothar Wolleh

Otto Piene wurde in Laasphe geboren, wo sein Vater Gründungs-Schulleiter des Laaspher Gymnasiums war, und wuchs in Lübbecke auf. Nach dem Abitur 1947 studierte er von 1949 bis 1950 Malerei und Kunsterziehung an der Akademie der Bildenden Künste in München und von 1950 bis 1953 an der Kunstakademie in Düsseldorf. Zwischen 1951 und 1964 wirkte er als Dozent an der Modeschule in Düsseldorf. Von 1953 bis 1957 belegte er an der Universität zu Köln den Studiengang Philosophie und schloss mit dem Staatsexamen ab. Als Reaktion auf das abstrakte Informel gründete Piene gemeinsam mit Heinz Mack am 11. April 1957 in Düsseldorf die später international einflussreiche Künstlergruppe ZERO („Nullpunkt der Kunst“), der sich im Jahr 1961 auch Günther Uecker anschloss.
An der University of Pennsylvania übernahm er 1964 eine Gastprofessur. Von 1968 bis 1971 war er Fellow des 1967 von Gyorgy Kepes gegründeten Center for Advanced Visual Studies (CAVS). Den Ruf auf einen Lehrstuhl an der Staatlichen Akademie der Bildenden Künste Stuttgart 1971 lehnte er ab. 1972 wurde er Professor of Visual Design for Environmental Art (Professor der Umweltkunst) am Massachusetts Institute of Technology, das ihn 1974 zum Direktor des CAVS berief, dessen Leitung er bis 1994 innehatte.
Im Dezember 2008 war Piene zusammen mit Heinz Mack, Günther Uecker und der Stiftung Museum Kunstpalast Mitbegründer der ZERO foundation. Die Künstler stifteten 40 Werke sowie ihre Archive der ZERO-Zeit mit Fotografien und Dokumenten. Die Landeshauptstadt Düsseldorf fördert die Stiftung über einen Zeitraum von 30 Jahren.
Otto Piene war Mitglied im Deutschen Künstlerbund. Er lebte und arbeitete zuletzt in Groton/Massachusetts, Boston sowie in Düsseldorf.
Am 17. Juli 2014 starb er während einer Taxifahrt in Berlin, wo er sich anlässlich der Eröffnung einer Ausstellung zu seinem Werk in der Neuen Nationalgalerie aufhielt.
Otto Pienes Tochter Chloe Piene ist ebenfalls als Künstlerin tätig.

## Werk

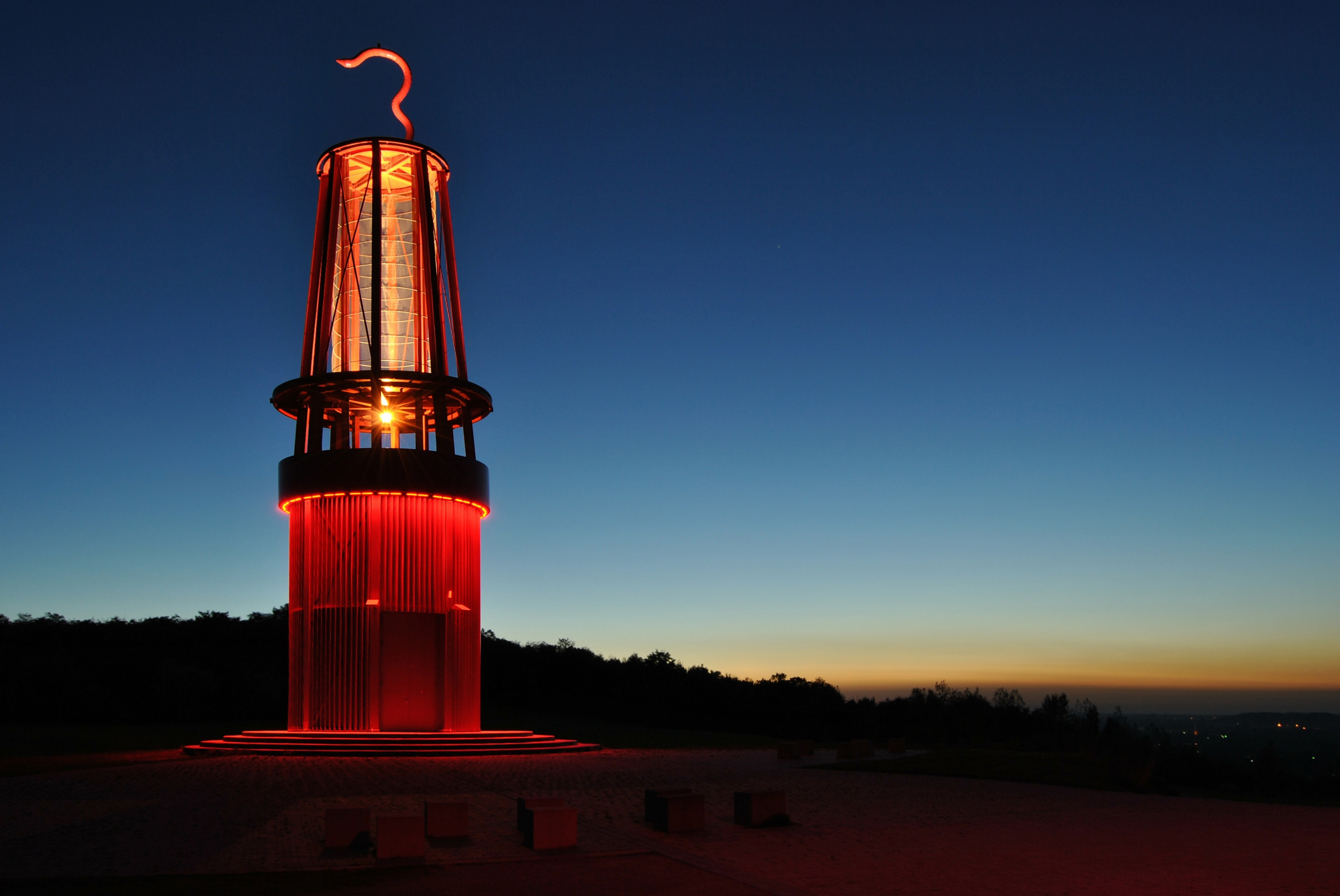
Otto Pienes Geleucht mit Lichtinstallation auf der Moerser Halde Rheinpreußen

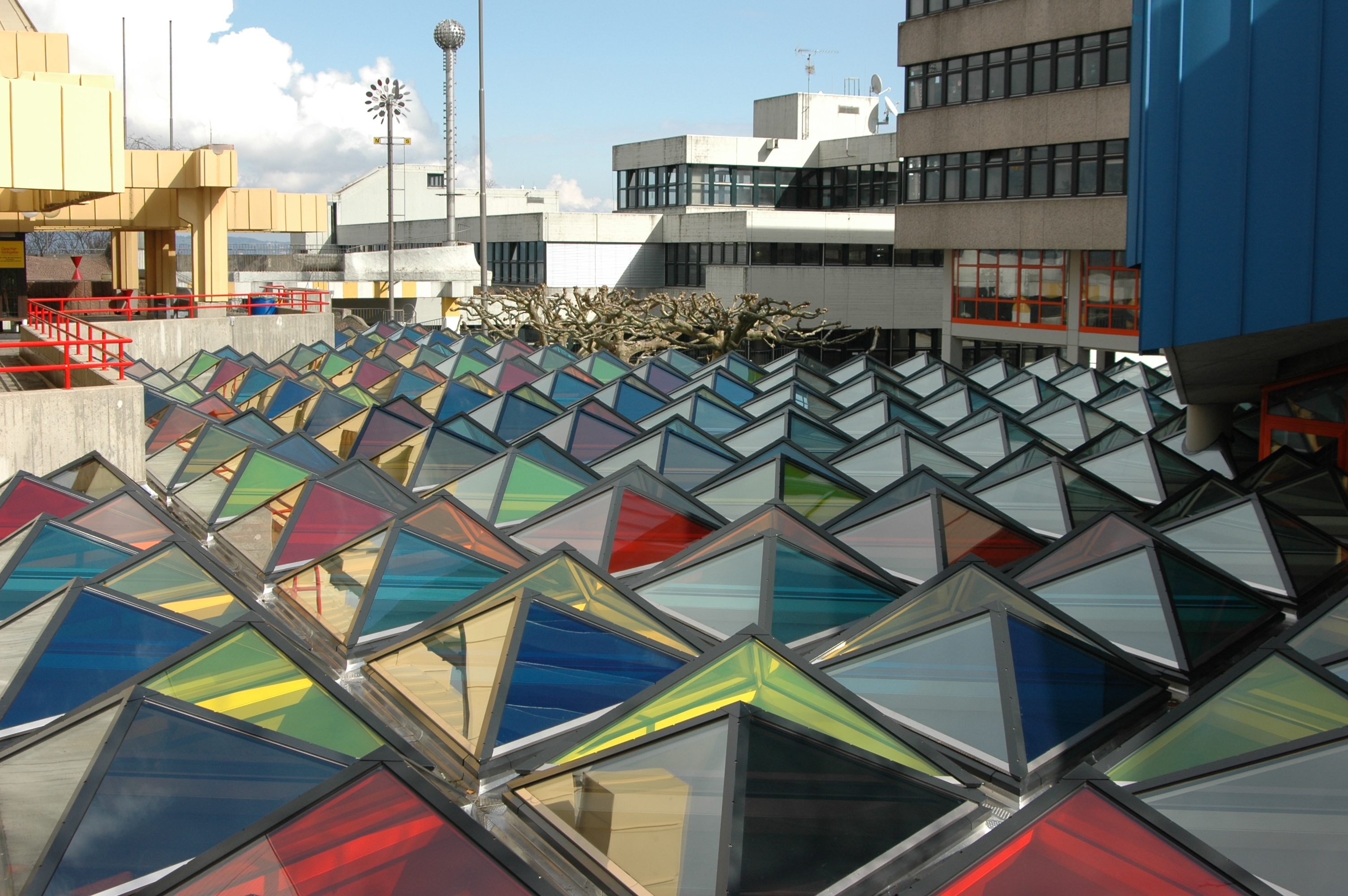
Otto Piene, Glasdach, 1970, Universität Konstanz

Die bei der Gründung der Gruppe „ZERO“ vorherrschende Idee war ein von der Ebene „Null“ ausgehender kompletter Neubeginn in der Malerei und die Einbeziehung in das künstlerische Schaffen von Licht (und Schatten) sowie – für Piene – auch von Feuer. Ihre Anschauung verbreiteten Mack und Piene bis 1961 in der Zeitschrift „ZERO“.
Im Jahr 1959 entwarf Piene unter Bezugnahme auf elementare Naturenergien Lichtballette und Rauchbilder, bei denen er sich auf die Fumage des Surrealisten Wolfgang Paalen bezog, der 1959 verstorben war und dem er im selben Jahr eine Arbeit widmete. Die Spuren von Feuer und Rauch sind wichtige Elemente dieser Werke. Er experimentierte außerdem mit Multimedia-Kombinationen (1960). Bekannt ist Piene insbesondere durch das  Lichtballett und weitere lichtkinetische Arbeiten. Außerdem schuf er aufgrund seiner intensiven Auseinandersetzung mit Licht und Bewegung Luft- und Lichtskulpturen.
Einer der bekannten Werk-Zyklen von Otto Piene steht unter dem Titel „Blue Planet / Blauer Planet“. Piene setzt sich damit für den Erhalt unseres Blauen Planeten ein, indem er fordert: „Keep the Blue Planet green! / Der Blaue Planet soll grün bleiben!“ Bis zum Jahr 2009 schuf Otto Piene auf der Basis dieses Mottos jährlich neu die Trophäe des Internationalen Blue Planet Awards der Stiftung ethecon (Ethik und Ökonomie) als Unikat.

## Auszeichnungen
- 1968: Konrad-von-Soest-Preis des Landschaftsverbandes Westfalen-Lippe
- 1987: Verdienstorden des Landes Nordrhein-Westfalen[7]
- 1989: Verdienstkreuz 1. Klasse der Bundesrepublik Deutschland[8]
- 1994: Ehrendoktorwürde als Doctor of Fine Arts h.c. der University of Maryland
- 1996: „Sculpture Prize“ der American Academy of Arts and Letters, New York
- 2003: „Leonardo da Vinci World Award of Arts“[9] des Weltkulturrats, Mexiko-Stadt
- 2008: Preisträger für bildende Kunst der Kulturstiftung Dortmund
- 2008: Großer Kulturpreis der Sparkassen-Kulturstiftung Rheinland
- 2013: Max-Beckmann-Preis der Stadt Frankfurt am Main
- 2014: Erster Deutscher Lichtkunstpreis, Kunstmuseum Celle[10]
- 2016: Benennung eines Asteroiden nach ihm: (359103) Ottopiene.

## Ausstellungen (Auswahl)
Zu den mit «K» markierten Ausstellungen erschien ein Katalog.
- 1959: Teilnahme an der documenta II, Kassel
- 1963: Teilnahme an der Grossen Kunstausstellung im Haus der Kunst, MünchenK[11]
- 1964: Teilnahme an der documenta 3, Kassel, wo die „Zero“-Gruppe einen eigenen Raum belegte
- 1964: Mack, Piene, Uecker. ZERO, Howard Wise Gallery, New York.
- 1965: Mack, Piene, Uecker. ZERO. Kestner-Gesellschaft, Hannover. Katalog.
- 1968: Otto Piene – Konrad-von-Soest-Preis 1968, Westfälisches Landesmuseum für Kunst und Kulturgeschichte, Münster
- 1974: Kunstverein Ingolstadt
- 1977: Teilnahme an der documenta 6, Kassel
- 1985: Teilnahme an der Biennale von São Paulo
- 1996: Otto Piene – Retrospektive 1952–1996, Kunstmuseum Düsseldorf im Ehrenhof, Düsseldorf
- 2001: Otto Piene. Lichtjahre 1957–2001, Kunstmuseum Celle mit Sammlung Robert Simon, Celle
- 2008: Otto Piene, Museum am Ostwall, Dortmund
- 2008/09 Otto Piene. Verwandlung, Kunstmuseum Celle mit Sammlung Robert SimonK
- 2009/10: Otto Piene – Es werde Licht, Kunstverein Langenfeld
- 2010: Otto Piene – Le Rouge et le Noir / Keramiken, Leopold-Hoesch-Museum, Düren
- 2014: Otto Piene: More Sky, Neue Nationalgalerie, Deutsche Bank KunstHalle, Berlin; Parallelausstellung vom 18. Juli bis 31. August 2014[12]
- 2014: Otto Piene: Light and Air, 5. April bis 15. August 2014, verlängert bis 7. September; Sky Event am 9. August 2014, Langen Foundation, Neuss
- 2015: Otto Piene. Licht, 13. Juni bis 20. September 2015, LWL-Museum für Kunst und Kultur, Münster
- 2019: Otto Piene – Alchimist und Himmelsstürmer, 7. März 2019 bis 5. Januar 2020, Arp Museum Bahnhof Rolandseck, Remagen
- 2019/20: Otto Piene. Werke aus der Sammlung Kemp
- 2020: Otto Piene – Die Sonne kommt näher, Museum Haus Konstruktiv, Zürich
- 2024: Otto Piene – Wege zum Paradies, Museum Tinguely, Basel

## Werke (Auswahl)

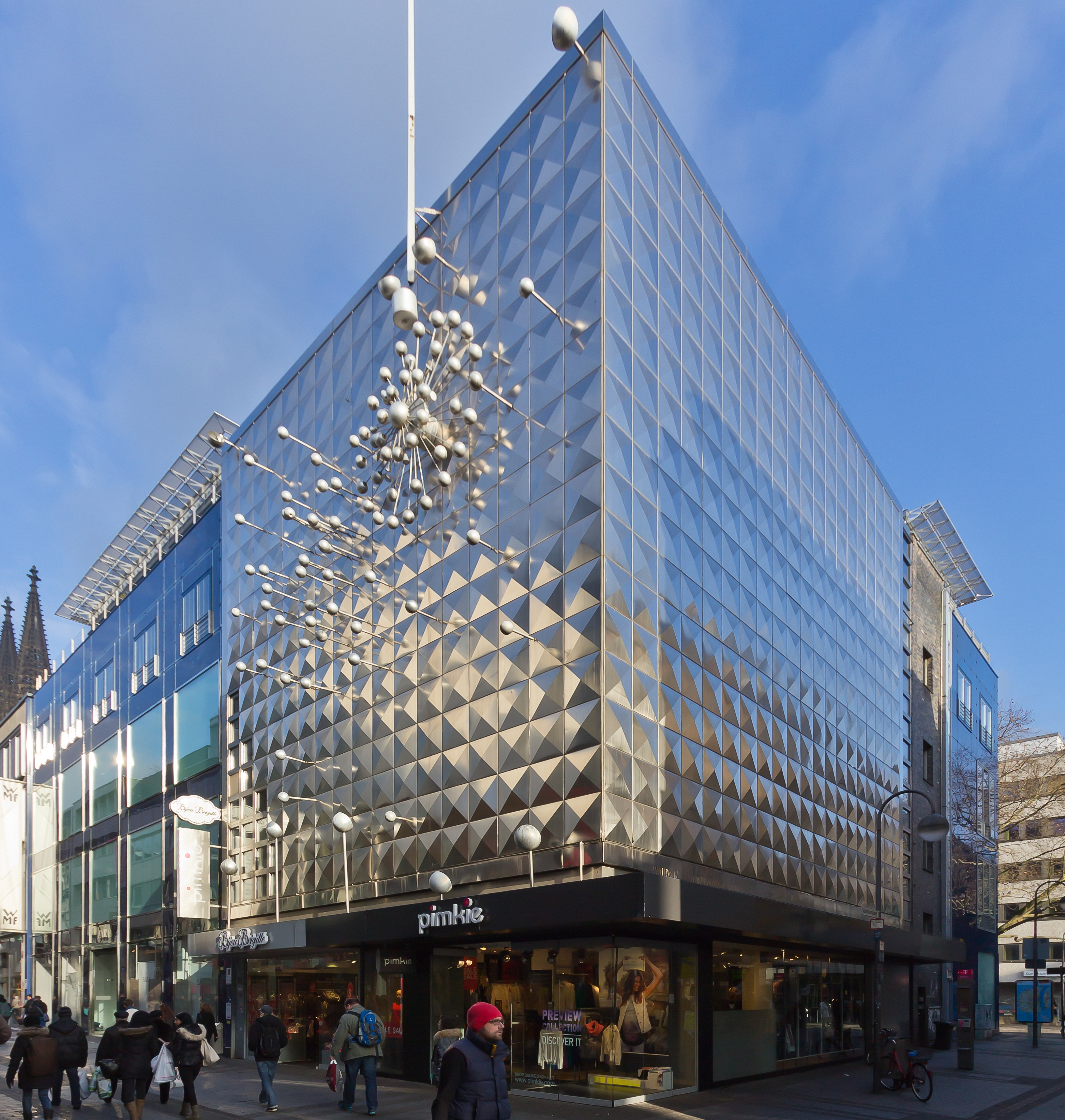
Kinetische Plastik Licht und Bewegung am Wormland-Haus, Köln

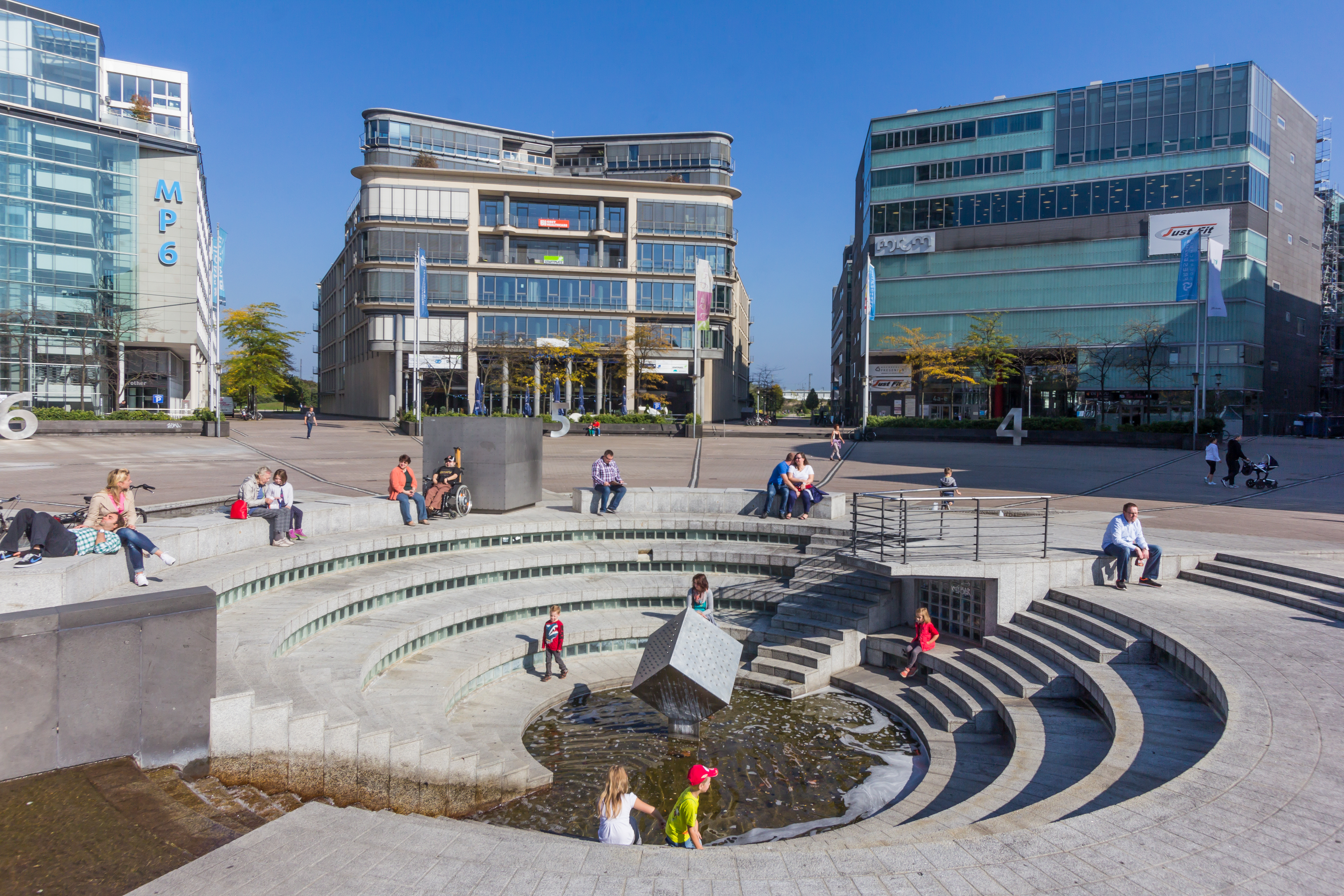
Star Pit im Kölner Mediapark

- 1958: Hell Gelb Hell, Öl auf Leinwand, 68,5 × 96,5 cm, Münster, LWL-Landesmuseum für Kunst und Kulturgeschichte
- 1969: Dynamisches Volumen, Öl, Rauch und Feuer auf Leinwand, 109,5 × 109 cm.
- 1963: Ohne Titel. Öl, Ruß und Kohlepartikel auf Leinwand, 84,5 × 99,5 cm.
- 1964/65: Lichtobjekte für das Opernhaus in Bonn
- 1966: Elektronisch programmierbare kinetische Lichtplastik „Licht und Bewegung“ am Wormland-Haus, Hohe Straße 124–126, Köln[13]
- 1967: Gestaltung des deutschen Pavillons der Biennale di Venezia
- 1969/71: Lichtobjekte für die „Chambre des Représentants“, Hawaii, Honolulu
- 1971: Gestaltung des deutschen Pavillons der Biennale di Venezia
- 1972: More Sky, Lichtinstallationen und Feuerbilder für die Schlussfeier der Olympischen Spiele, München, darunter der „Olympia-Regenbogen“
- 1992: Star Pit, Brunnen im Mediapark, Wasser- und Lichtskulptur, Köln[14]
- 1994: Prismenkuppel, Schadow-Arkaden, Düsseldorf
- 2006: Geleucht, Lichtinstallation, Turm in Form einer Grubenlampe (Höhe 30 Meter) und 35 Leuchtmasten zur Ausleuchtung einer 8000 m² großen Fläche einer Halde mit rotem Licht, Moers, Halde Rheinpreußen